# (21529) Johnjames
(21529) Johnjames est un astéroïde de la ceinture principale d'astéroïdes.

## Description
(21529) Johnjames est un astéroïde de la ceinture principale d'astéroïdes. Il fut découvert le 26 juin 1998 à Socorro (Nouveau-Mexique) par le projet LINEAR. Il présente une orbite caractérisée par un demi-grand axe de 2,88 UA, une excentricité de 0,18 et une inclinaison de 13,5° par rapport à l'écliptique.

## Compléments